# Fernanda Romero
María Fernanda Romero Martínez (4 de octubre de 1983), más conocida sencillamente como Fernanda Romero, es una actriz, modelo y cantante mexicana, conocida en especial por su papel protagonista en la telenovela Eternamente tuya y su papel secundario en la película estadounidense The Eye.

## Biografía
Fernanda Romero comenzó su carrera como cantante cuando se unió al sello de grabación de BMG, Frizzby, con quienes comenzó a recorrer México y Centroamérica para promocionar sus sencillos. Actuaron para el Papa Juan Pablo II en el famoso Estadio Azteca de la Ciudad de México.
Para sus dieciocho años ya hacía campañas publicitarias para marcas como Rock and Republic, Clean & Clear, Pepsi, Apple y JC Penney. También apareció en revistas como GQ México, OK Magazine Español, Reforma y ELLE México.
Romero comenzó su carrera como actriz como presentsadora del programa Control de la cadena Univision, seguido poco después de una aparición en la telenovela de Telemundo La Ley del Silencio. Esto la llevó a su primera oferta cinematográfica, un papel en la película Creature of Darkness y varios papeles pequeños más.
Su papel rompedor en el público norteamiercano fue con la película The Eye. Esta exposición al público estadounidense le llevó a grabar más películas de Hollywood, incluidas The Burning Plain, Drag Me to Hell y Red Canvas.
En 2009, Fernanda Romero regresó a México para protagonizar la telenovela Eternamente tuya.

### Problemas de inmigración
En 2010, Romero fue arrestada con cargos de fraude migratorio, acusada de contraer matrimonio falso para obtener el estatus de inmigrante legal. Ella y su esposo, un músico, fueron arrestados de forma separada en sus respectivas casas  y llevados a juicio, donde fue acusada de pagarle a su novio 5.000 dólares por el matrimonio. Fue declarada no culpable por un jurado, pero llegó a un acuerdo y se declaró culpable de un cargo menor, y se le ordenó cumplir 30 días en la cárcel. Aunque esa condena generalmente va seguida de la deportación, durante dos años el Servicio de Inmigración y Naturalización de los Estados Unidos no tomó ninguna medida para deportar a Romero.

## Filmografía seleccionada
Películas
- El alma herida (2003) - Clarita
- La ley del silencio (2005) - Virginia
- Pit Fighter (2005) - (no aparece en los créditos) Conchita
- She Builds Quick Machines (Velvet Revolver video musical) (2007) - Libertad
- Eternamente tuya (2009) - Antonia
- El ojo (2008) - Ana Cristina Martínez / Ling
- Arrástrame al infierno (2009)
- Listo o no (2009)
- Silver Case (2011) - Lola, dirigida por Christian Filippella
- Geezers! (2012) Tiffany
- Ghost Team One - Director: Scott Rutherford
- Line of Duty (2013) - Gina
- Caveman (2014) - Alicia
- 400 days (2015) - Zia
- Is That a Gun in Your Pocket? (2016) - Connie
- Las Espinas del Corazón - Televisa (2018)

Televión
- County, NBC (recurrente)
- RPM Miami, MunDos (recurrente)
- Eternamente tuya, Regular, TV Azteca
- Todd's Coma (Estrella invitada) TBS
- La Ley del Silencio (invitada), Telemundo
- Entourage (invitada) HBO
- Coloring Book - Serie Summer Friends]], Regular, Sony
- Wounded Soul, Regular, Televisa

Video musical
- Frankie J-And I had you there, chica principal